# Породичне сплетке
Породичне сплетке (порт. Laços de família) бразилска је теленовела, продукцијске куће Реде Глобо, снимана 2000.
У Србији је приказивана током 2001. и 2002. на локалним телевизијама.

## Синопсис
Прича почиње када Елена, успешна власница клинике за естетску хирургију „Натуралис“, доживљава саобраћајну незгоду, односно судари се са младим, тек дипломираним, лекаром Едуом. Обоје пролазе без повреда, али остављају јак утисак једно на друго. Упркос великој разлици у годинама започињу везу, која смета готово свима у њиховој околини. Најогоречнија је Едуова тетка Алма која чини све што јој је у моћи како би их раздвојила. Пар је у почетку спреман да се бори са свим препрекама и предрасудама, али проблем настаје када Елена сазна да је њена кћерка Камила, такође, заљубљена у Едуа. Камила је оболела од леукемије и Елена је принуђена да се одрекне Едуа како би усрећила кћерку. У Елену је заљубљен Мигел, средовечни власник књижаре, и она пристаје на везу са њим како би Едуа препустила Камили. Истовремено, мора да пронађе Камилиног оца јер само он може да донира коштану срж и спасе јој живот …

## Улоге
| Глумац:             | Улога:                                      |
| ------------------- | ------------------------------------------- |
| Вера Фишер          | Eлена Ласерда                               |
| Каролина Дикман     | Камила Ласерда Фереира                      |
| Дебора Секо         | Ирис Франк Ласерда Мендес                   |
| Рејналдо Ђанекини   | Едуардо Еду де Албукерки Монтеиро Фернандес |
| Жозе Мајер          | Педро Маркондес Мендес                      |
| Тони Рамос          | Мигел Соријано                              |
| Маријета Северо     | Алма Флора Пиража де Албукерки              |
| Ђована Антонели     | Капиту                                      |
| Луижи Барисели      | Фредерико Фред Ласерда Фереира              |
| Режина Алвес        | Клара Фереира                               |
| Жулија Алмеида      | Естела Албукерки Монтеиро Фернандес         |
| Алехандре Борхес    | Данило                                      |
| Елена Раналди       | Синтија                                     |
| Лилија Кабрал       | Ингрид Франк Ласерда                        |
| Сораја Равенле      | Ивет                                        |
| Зе Виктор Кастијел  | Виријато                                    |
| Карла Дијаз         | Ракел                                       |
| Флавио Силвино      | Паоло Соријано                              |
| Жулија Фелденс      | Кика Соријано                               |
| Леонардо Виљар      | Пасквал                                     |
| Пауло Зулу          | Ромео                                       |
| Валдерез де Барос   | Ема                                         |
| Телма де Фреитас    | Зилда                                       |
| Данијел Боавентура  | Алекс                                       |
| Умберто Магнани     | Еладио                                      |
| Марли Буено         | Оливера                                     |
| Пауло Фигеиредо     | Родриго                                     |
| Ксука Лопес Глорија | Азамбуха                                    |
| Жулијана Силвеира   | Пати                                        |
| Беатриз Лира        | Клејде                                      |
| Јара Линс           | Нилда Соријано                              |
| Андре Вали          | Онофре                                      |
| Дениз Сартори       | Офелија                                     |
| Клеа Симоес         | Ирене                                       |
| Хенри Пагнонсели    | Орландо                                     |
| Моник Кури          | Антонија                                    |
| Синтија Бенини      | Исабел                                      |
| Жулијана Паеш       | Рита                                        |
| Моника Сједлер      | Сокоро                                      |
| Флавија Гимараес    | Ана                                         |
| Арлет Ерингер       | Марта                                       |
| Фернандо Торес      | Алесио Ласерда                              |
| Елиете Сигарини     | Силвија Мендес                              |
| Лавинија Власак     | Луиза                                       |
| Макс Феркондини     | Фабио                                       |
| Алби Рамос          | Бира                                        |